# NK Varaždin (2012)
Der NK Varaždin ist ein Fußballverein aus der kroatischen Stadt Varaždin und spielt derzeit in der höchsten kroatischen Fußballliga, der 1. HNL.

## Geschichte
Der heutige Verein wurde 2012 nach Suspendierung des alten Klubs als Varaždin ŠN bzw. NK Varaždin Škola Nogometa  neu gegründet und nahm knapp drei Jahre später den Namen des mittlerweile aufgelösten Vorgängers an. Im Amateurbereich gestartet, erreichte man 2017 erstmals die 2. HNL und schaffte von dort auch zwei Jahre später den Erstligaaufstieg.

## Spielzeiten
| Saisons | Div. | Līga                | Platz | web   |
| ------- | ---- | ------------------- | ----- | ----- |
| 2015/16 | 3.   | 3. HNL – Gruppe Ost | 11.   | [ 1 ] |
| 2016/17 | 3.   | 3. HNL – Gruppe Ost | 2.    | [ 2 ] |
| 2017/18 | 2.   | 2. HNL              | 2.    | [ 3 ] |
| 2018/19 | 2.   | 2. HNL              | 1.    | [ 4 ] |
| 2019/20 | 1.   | 1. HNL              | 8.    | [ 5 ] |
| 2020/21 | 1.   | 1. HNL              | 12.   | [ 6 ] |
| 2021/22 | 2.   | 2. HNL              | 1.    | [ 7 ] |
| 2022/23 | 1.   | 1. HNL              | 6.    |       |
| 2023/24 | 1.   | 1. HNL              | 6.    |       |
| 2024/25 | 1.   | 1. HNL              | 4.    |       |

## Europapokalbilanz
| Saison  | Wettbewerb             | Runde                  | Gegner         | Gesamt | Hin     | Rück    |
| ------- | ---------------------- | ---------------------- | -------------- | ------ | ------- | ------- |
| 2025/26 | UEFA Conference League | 2. Qualifikationsrunde | CD Santa Clara | 2:3    | 2:1 (H) | 0:2 (A) |

Gesamtbilanz: 2 Spiele, 1 Sieg, 1 Niederlage, 2:3 Tore (Tordifferenz −1)

## Kader der Saison 2024/25
Stand: 14. Februar 2025
| Nr. |                | Position | Name              |
| --- | -------------- | -------- | ----------------- |
| 1   | Kroatien       | TW       | Oliver Zelenika   |
| 3   | Nordmazedonien | AB       | Vane Jovanov      |
| 4   | Kroatien       | AB       | Luka Škaričić     |
| 5   | Mauretanien    | AB       | Lamine Ba         |
| 7   | Kroatien       | MF       | Jurica Poldrugač  |
| 8   | Kroatien       | MF       | Tomislav Duvnjak  |
| 9   | Kroatien       | ST       | Marko Dabro       |
| 10  | Kroatien       | MF       | Leon Belcar       |
| 11  | Kroatien       | ST       | Mate Antunović    |
| 12  | Kroatien       | TW       | Josip Silić       |
| 13  | Nordmazedonien | AB       | Mario Mladenovski |
| 14  | Spanien        | MF       | Jaime Sierra      |
| 16  | Kroatien       | AB       | Novak Tepšić      |

| Nr. |                         | Position | Name                   |
| --- | ----------------------- | -------- | ---------------------- |
| 17  | Nordmazedonien          | ST       | Dimitar Mitrovski      |
| 19  | England                 | ST       | Thierry Nevers         |
| 20  | Schweiz                 | MF       | David Mištrafović      |
| 22  | Kroatien                | ST       | Luka Mamić             |
| 23  | Kroatien                | AB       | Frane Maglica          |
| 24  | Kroatien                | MF       | Mario Marina           |
| 25  | Kroatien                | AB       | Antonio Boršić         |
| 26  | Albanien                | ST       | Atdhe Mazari           |
| 27  | Montenegro              | MF       | Aleksa Latković        |
| 29  | Kroatien                | ST       | Niko Domjanić          |
| 30  | Bosnien und Herzegowina | AB       | Enes Alić              |
|     | Kroatien                | ST       | Matej Vuk              |
|     | Kroatien                | MF       | Martin Plavec Marković |